# Шаворне (Во)
Шаворне (фр. Chavornay) — громада  в Швейцарії в кантоні Во, округ Юра-Нор-Водуа.

## Географія
Громада розташована на відстані близько 75 км на захід від Берна, 20 км на північ від Лозанни.
Шаворне має площу 19,3 км², з яких на 11,4% дозволяється будівництво (житлове та будівництво доріг), 68,1% використовуються в сільськогосподарських цілях, 18,1% зайнято лісами, 2,4% не є продуктивними (річки, льодовики або гори).

## Демографія
2019 року в громаді мешкало 5130 осіб (+26,6% порівняно з 2010 роком), іноземців було 25,1%. Густота населення становила 266 осіб/км².
За віковим діапазоном населення розподілялося таким чином: 24,7% — особи молодші 20 років, 63,4% — особи у віці 20—64 років, 11,9% — особи у віці 65 років та старші. Було 2123 помешкань (у середньому 2,4 особи в помешканні).
Із загальної кількості 1488 працюючих 130 було зайнятих в первинному секторі, 488 — в обробній промисловості, 870 — в галузі послуг.